# Col·licle inferior
En neuroanatomia, el tubercle quadrigeminat inferior o col·licle inferior és el nucli principal del mesencèfal de la via auditiva i rep inputs de diversos nuclis perifèrics del tronc cerebral de la via auditiva, així com inputs de l'escorça auditiva. El col·licle inferior té tres subdivisions: el nucli central, un còrtex dorsal pel qual està envoltat i un còrtex extern que es troba lateralment. Les seves neurones bimodals estan implicades en el  interacció somatosensorial, rebent projeccions del nuclis somatosensorials. Aquesta integració multisensorial pot ser la base d'un filtratge de sons autoefectius de les activitats de vocalització, masticació o respiració.
Els col·licles inferiors formen part del tecte del mesencèfal, i juntament amb els col·licles superiors formen els tubercles quadrigeminats. Un col·licle inferior es troba caudal/inferior al col·licle superior ipsilateral, rostral/superior al peduncle cerebel·lós superior i al nervi patètic, i a la base de la projecció del nucli geniculat medial i del nucli geniculat lateral.